# Maroni-Buntbarsch
Der Maroni-Buntbarsch (Cleithracara maronii) lebt im nördlichen Südamerika, in langsam fließenden Flüssen und Bächen der drei Guyanas und im Delta des Orinoko. Er bevorzugt reichlich durch Totholz gegliederte Biotope.

## Merkmale
Die Fische haben eine cremefarbene bis hellbraune Grundfärbung. Außerdem zeigt die Art eine auffällige Schreckfärbung: Bei Beunruhigung überzieht ein unregelmäßiges Dunkelbraun ihren Körper. Vom Ansatz der Rückenflosse zieht sich ein dunkles Band über das Auge zum Unterrand des Kiemendeckels. Unter den letzten Stacheln des hartstrahligen Teils der Rückenflosse befindet sich ein dunkler, helleingefasster Fleck, der nach unten in einem undeutlichen Band ausläuft. Deshalb werden die Fische auch Schlüsselloch-Buntbarsch genannt. Männchen sind etwas größer und haben etwas längere Flossen als Weibchen. Bei alten Tieren sind die Rücken- und Afterflosse über die Schwanzflosse ausgezogen. Sichtbare Unterscheidung nur durch die Genitalpapille des Milchners.

## Fortpflanzung

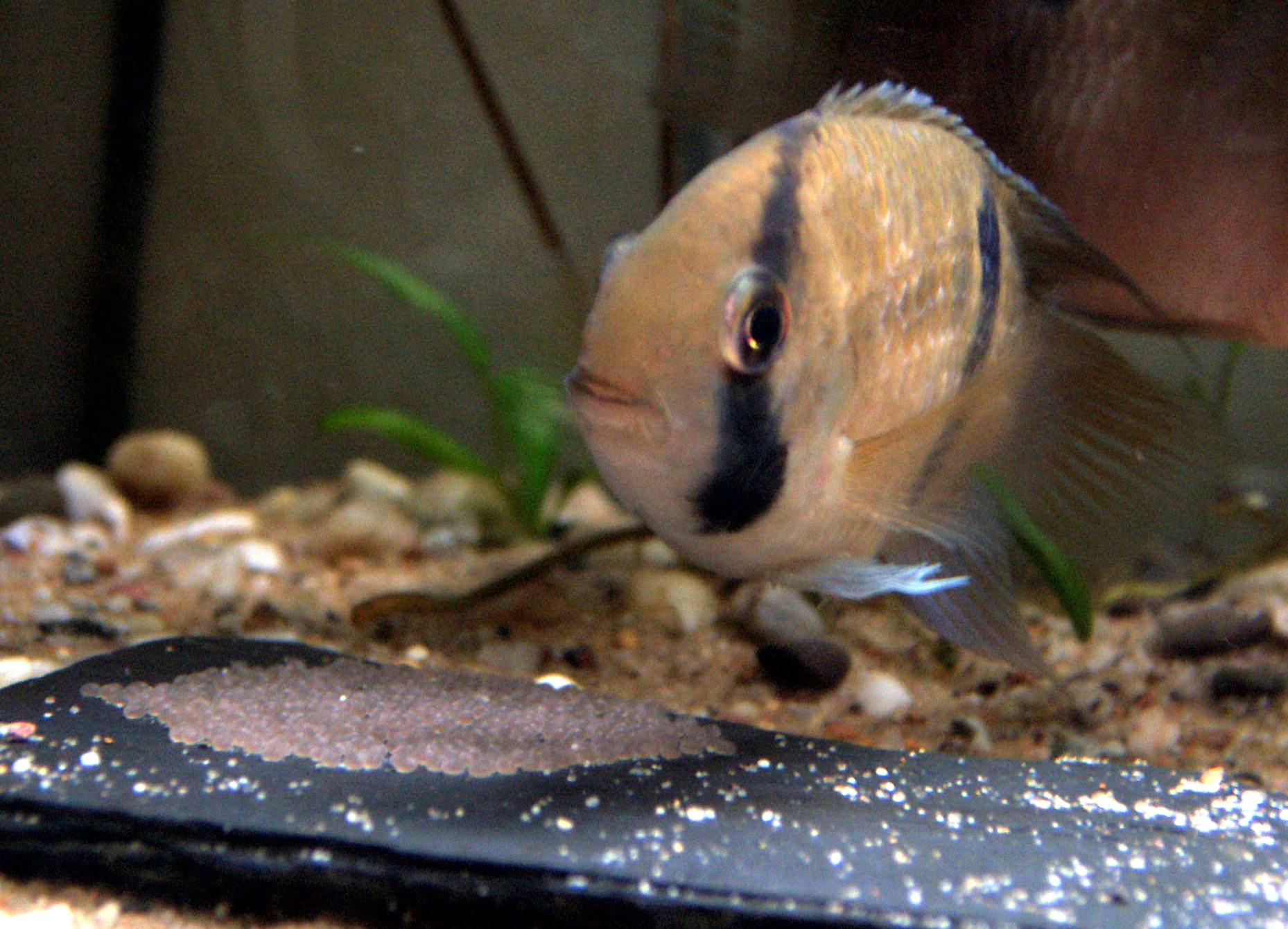
Maroni-Weibchen über seinem frischen Gelege.

Der Maroni-Buntbarsch ist ein Offenbrüter, der seine bis zu 400 Eier auf einen flachen Stein oder ein großes Blatt legt. Die Brut wird von beiden Elternteilen gepflegt und bewacht.

## Aquaristik
Der Maroni-Buntbarsch wurde 1936 zum ersten Mal nach Deutschland eingeführt. Er lässt sich gut in einem bepflanzten Gesellschafts- oder Naturaquarium halten, da er nicht so aggressiv ist wie viele andere Buntbarsche und auch nicht im Bodengrund wühlt. Passend wäre eine Vergesellschaftung mit anderen Fischen aus seinem heimatlichen Lebensraum, wie dem Glühlichtsalmler, dem Schmucksalmler und Panzerwelsen. Er sollte jedoch nicht mit aggressiven oder zu lebhaften Arten vergesellschaftet werden, da er sehr schreckhaft ist. Das Wasser sollte weich und schwach sauer (pH-Wert um 6,5) sein. Die Temperatur sollte bei 23–26 °C liegen. Fast alle Maroni-Buntbarsche im Handel sind Nachzuchten. Sie erreichen oft nicht mehr die natürliche Länge von 10 Zentimetern, sondern bleiben als Folge von Inzucht über Generationen zwergwüchsig. Was die Fütterung der Tiere betrifft sind diese nicht wählerisch, Futtertabletten, Trockenfutter, Lebendfutter, sowie Frost nimmt er dankend an. Dennoch ist es empfehlenswert, den Tieren eine abwechslungsreiche Nahrung zu bieten.

## Hinweise
1. ↑  Keyhole Cichlid